# Oeneis brucei
Oeneis brucei är en fjärilsart som beskrevs av Edwards 1891. Oeneis brucei ingår i släktet Oeneis och familjen praktfjärilar. Inga underarter finns listade i Catalogue of Life.